# Skagafjörður
O Fiorde de Skagafjörður ou Skagafjördur (transliterado para português) é um fiorde da Islândia situado no Noroeste da ilha, entre as penínsulas de Tröllaskagi e Skagi.

Tem um comprimento de 40 km e uma largura de 30 km, e está rodeado de montanhas com a altitudes da ordem dos 1 200 m.

Existem três ilhas no interior do fiorde:  Málmey, Drangey e Lundey.